# 쑨춘란
쑨춘란(중국어 간체자: 孙春兰, 정체자: 孫春蘭, 병음: Sūn Chūnlán, 1950년 5월 ~ )은 중화인민공화국의 정치인이다. 2009년 11월, 중화인민공화국 수립 이후 여성으로서는 두 번째로 푸젠성(福建省)의 중국 공산당 당위원회 서기로 임명되었다. 또한 중국공산당 톈진시위원회 서기 및 중앙정치국 위원을 지냈으며, 현재는 중화인민공화국 국무원의 부총리를 역임하고 있다.